# Episcia fimbriata
Episcia fimbriata är en tvåhjärtbladig växtart som beskrevs av Karl Fritsch. Episcia fimbriata ingår i släktet Episcia och familjen Gesneriaceae. Inga underarter finns listade i Catalogue of Life.